# Glipostenoda excellens
Glipostenoda excellens es una especie de coleóptero de la familia Mordellidae.

## Distribución geográfica
Habita en Sudáfrica.